# Michel Imbert (biologiste)
Pour les articles homonymes, voir Michel Imbert (homonymie) et Imbert.
Michel Imbert, né le 29 juin 1935 à Béziers, est un neuropsychologue français, enseignant-chercheur en neurosciences cognitives, professeur émérite à l’université Pierre-et-Marie-Curie (depuis 2003) et directeur d’études honoraire à l’École des hautes études en sciences sociales (EHESS).

## Biographie
Après des études à la Sorbonne, en philosophie (licence en 1957) et en psychologie (licence en 1958), et à la Faculté des sciences de Paris (licence de sciences naturelles, 1961, doctorat ès sciences naturelles, 1967), Michel Imbert est maître de conférences (professeur de 2e classe) à la Faculté des sciences de Toulouse (1967). Revenu à Paris en 1972 comme sous-directeur au Collège de France dans la chaire de neurophysiologie dirigée par le professeur Yves Laporte, Michel Imbert est nommé professeur de neurophysiologie à l’université Paris-Sud à Orsay (1981), puis à l’université Pierre-et-Marie-Curie (1983). En 1987, il est nommé directeur d’études à l’École des hautes études en sciences sociales (EHESS) ; il crée le DEA Sciences cognitives devenu depuis master (Cogmaster). En 1993, il crée à l’université Paul-Sabatier de Toulouse le Centre de recherche cerveau et cognition (CERCO), unité mixte Université-CNRS-EHESS, dont il assure la direction jusqu’en 2000,.
Élu membre senior à l’Institut universitaire de France (IUF), il est depuis 2003 membre d’honneur du Laboratoire des Systèmes Perceptifs (LSP) à l’Institut d’Étude de la Cognition à l’École normale supérieure,.
Il est par ailleurs membre de l' Academia Europaea (depuis 1989) et membre correspondant de l’Académie des sciences (depuis 1993).

## Apports scientifiques[10],[11]
À la fin des années cinquante, Michel Imbert démontre, avec Pierre Buser, l’existence d’une convergence de signaux visuels, auditifs et somesthésiques au niveau du cortex précentral chez le chat. Il établit également que des signaux visuels peuvent court-circuiter le cortex visuel primaire pour atteindre directement des zones extra striées.
Il réalise ses premiers travaux sur le développement post-natal du système visuel au Collège de France dans la Chaire de Neurophysiologie dont il est le sous-directeur. Il établit que des neurones sélectifs à l’orientation d’un stimulus visuel sont présents dans le cortex visuel primaire avant toute expérience visuelle,. Il démontre que les afférences proprioceptives extra-oculaires jouent un rôle déterminant dans le développement de propriétés considérées jusqu’alors comme exclusivement visuelles, et, chez le primate, il établit que le codage de la vision tridimensionnelle est sous la dépendance de signaux oculomoteurs de vergence.
Contrairement à ce qui était alors généralement admis, les afférences rétiniennes ne se distribuent pas dans le corps genouillé et le colliculus supérieur latéral dans des couches distinctes selon des mécanismes compétitifs assignant leur place aux axones des cellules ganglionnaires issues de chaque œil. Chez la souris énucléé in utero, les zones des structures cibles des fibres optiques, laissées vacantes par l’énucléation, ne sont pas totalement ré-occupées par celles issues de l’œil restant. Ainsi, en dépit de l’absence de compétition, les fibres afférentes occupent les zones destinées à les recevoir sans ré-innerver complètement les zones préalablement déafférentées. Il montre que chez la souris anophtalmique (C57-An) les relations entre le corps genouillé et le cortex visuel suivent, en dépit d’une absence totale de fibres rétiniennes, un ordre topographique qui ne diffère pas fondamentalement de l’ordre « rétinotopique » de la souris normale, en dépit de l’absence des deux rétines.
Chez un singe du Nouveau-Monde (Callithrix jacchus)), il analyse le développement post-natal des colonnes de dominance oculaire qu’accompagne des variations dans la distribution des récepteurs NMDAR1 des couches granulaires ainsi qu’une inhomogénéité dans la microvascularisation corticale,.

## Prix et distinctions
- Prix Antoine-Lacassagne du Collège de France (1979)
- Lauréat de l'Académie des sciences, prix Montyon de physiologie (1982)
- Chercheur invité, Experimental Psychology, Université d'Oxford (1992)

## Ouvrages
- 1964 : Histophysiologie des synapses et neurotransmission (de Robertis, traduit de l’anglais – Paris, Gauthier-Villars)
- 1975 : Neurophysiologie fonctionnelle. Avec P. Buser (Paris, Hermann)[22].
- 1982 : Psychophysiologie Sensorielle. Avec P. Buser (Paris, Hermann)[23].
- 1986 : Audition. Neurophysiologie Fonctionnelle III. Avec P. Buser (Paris, Hermann)[22].
- 1986 : Vision. Neurophysiologie Fonctionnelle IV. Avec P. Buser (Paris, Hermann)[22].
- 1987 : Cognitive sciences in Europe. Avec P. Bertelson, R. Kempson et D. Osherson (Berlin, Springer)
- 1992 : Audition (English revised edition) The MIT Press
- 1992 : Vision (English revised edition) The MIT Press
- 1993 : Mécanismes fondamentaux et centres nerveux. Avec P. Buser (Paris, Hermann).
- 1994 : Commandes et régulations neuro-végétatives. Avec P. Buser (Paris, Hermann).
- 2006 : Traité du cerveau (Paris, Odile Jacob) [22],[24],[25].
- 2019 : La fin du regard éclairant. Paris, Éditions philosophiques Vrin (parution septembre  2019)